# Mollesaurus
Mollesaurus es un género extinto de un ictiosaurio oftalmosáurido hallado en el noroeste de la Patagonia de Argentina.

## Descripción
Mollesaurus es conocido del holotipo MOZ 2282 V, un esqueleto parcial articulado que preserva un cráneo parcial y la mayor parte de la columna vertebral. Fue recuperado en la localidad de Chacaico Sur de la zona de ammonite Emileia giebeli de la formación Los Molles, en el Grupo Cuyo, datando de principios del Bajociano en el Jurásico Medio, hace entre 171.6-170 millones de años. Mollesaurus, junto con Chacaicosaurus cayi el cual fue hallado en la misma localidad, son los únicos especímenes diagnósticos de ictiosaurios del intervalo entre el Aaleniense al Bathoniense. Fue hallado cerca de la ciudad de Zapala en la cuenca de Neuquén.
Maisch y Matzke (2000) consideraron a Mollesaurus como una especie de Ophthalmosaurus. Sin embargo, todos los análisis cladísticos más recientes han encontrado que Mollesaurus es un género válido de oftalmosáurido. Patrick S. Druckenmiller y Erin E. Maxwell (2010) determinaron que es el miembro más basal del linaje de los oftalmosáuridos que incluye a Brachypterygius, Caypullisaurus y Platypterygius (pero no incluye a Ophthalmosaurus).

## Etimología
Mollesaurus fue nombrado por Marta S. Fernández en 1999 y la especie tipo es Mollesaurus periallus. El nombre del género se deriva del nombre de la formación Los Molles, donde el holotipo fue encontrado, y sauros, del griego para "lagarto". El nombre de la especie se deriva de periallos, que en griego significa "antes de todos los otros", en referencia al hecho de que es el más antiguo oftalmosáurido y el más antiguo tunosaurio.